# くるくるりんね
『くるくるりんね』は日本の漫画作品。『小学一年生』（小学館）において2002年4月号から2003年3月号まで連載された。単行本は未刊行。

## あらすじ
りんねは小学一年生。ある日サユリン先生のバトン部となるが…ついにバトンを回すことになってしまう。

## キャラクター
りんね
本作の主人公。小学1年生の女の子。
運動音痴がコンプレックスで、いつか運動ができるようになりたいと思っていたところ、サユリン先生と出会い、バトンを習うことになる。見る者を惹きつける表現力を持っている。
ちあき
りんねのライバル。小学1年生の女の子。
りんねよりも前からサユリン先生のいるバトン教室に通っている。憧れのサユリン先生に一目置かれ、良くしてもらっているりんねに嫉妬し、いじわるをする。バトンの腕に自信を持っている。
なつき
りんねのクラスメート。
サユリン先生
りんねが通うバトン教室の先生。
自分が昔使っていたバトンをりんねにプレゼントした。